# Fundacja Rockefellera

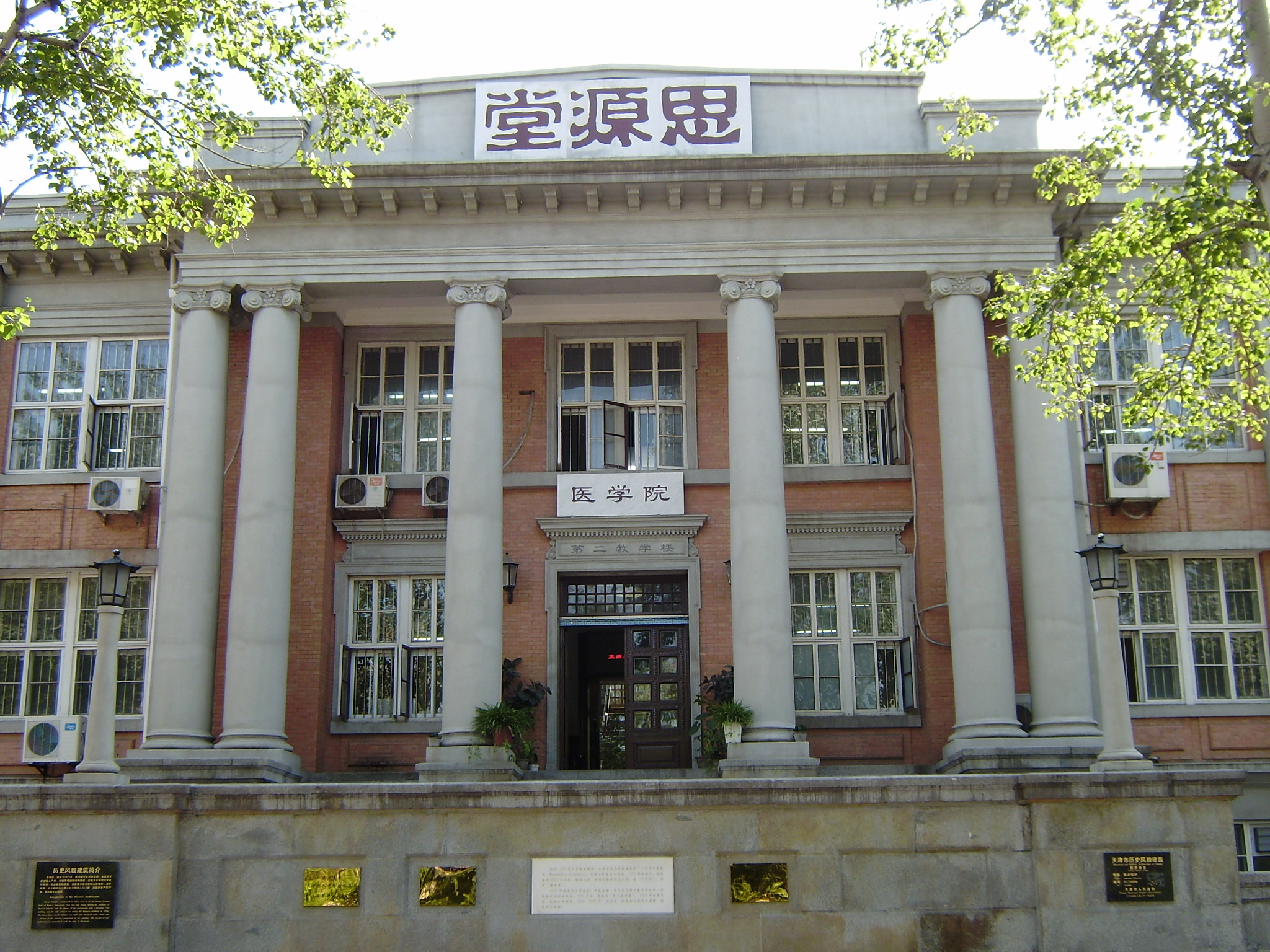
Siyuan Hall, Uniwersytet Nankai, Tianjin

Fundacja Rockefellera (ang. Rockefeller Foundation) – organizacja filantropijna z siedzibą w Nowym Jorku. Jej celem jest wspieranie „dobra ludzkości na całym świecie”.

## Historia
Została założona przez Johna D. Rockefellera.  Zgodę na działalność organizacji wydał 14 maja 1913 ówczesny gubernator stanu Nowy Jork, William Sulzer. Fundacja wspiera m.in. powszechną służbę zdrowia i rozwój medycyny. Innym istotnym obszarem działań organizacji jest walka z głodem (poprzez np. wspomaganie wzrostu produkcji żywności), kultura i sztuka oraz wiele innych dziedzin życia społecznego na całym świecie.
Z końcem roku 2001 ogólna wartość rynkowa Fundacji Rockefellera wynosiła ok. 3,1 mld dolarów.
Od 1985 roku fundacja jest obecna w Polsce.